# Jack Hamesh
Jack Hamesh (* mutmaßlich 19. März 1920, geboren als Jakob Marasch oder Chamisch) war ein Jude aus Wien, mit dem Ingeborg Bachmann eine Beziehung führte.
Jack Hamesh war im Jahr 1938 mit einem Transport jüdischer Kinder gerade noch rechtzeitig nach England entkommen, doch seine Eltern und andere Verwandte entgingen nicht der Deportation und wurden im Holocaust ermordet.
1945 kehrte Hamesh als Angehöriger der britischen Truppen  (in der Field Security Section der Achten Britischen Armee) nach Österreich zurück, wo er die junge Ingeborg Bachmann zu ihrer politischen Vergangenheit – u. a. beim BDM – befragte. Er wurde aufgrund seiner Belesenheit und seiner Literaturkenntnisse zu ihrer ersten großen Liebe, worüber sie später im zweiten Teil ihres Kriegstagebuches berichtete. Auch Hamesh hatte sich in Bachmann verliebt.
Er war zunächst marxistisch orientiert, wandelte sich aber zum Zionisten und ging im Frühjahr 1946 nach Palästina. Von dort aus schrieb er Bachmann Briefe, die zusammen mit dem Kriegstagebuch veröffentlicht worden sind. Der letzte Brief von Hamesh ist auf den 16. Juli 1947 datiert. Obwohl eine Suchmeldung in einer deutschsprachigen israelischen Zeitschrift bereits vor längerer Zeit geschaltet wurde, hat sich Hamesh weder gemeldet, noch konnte er ausfindig gemacht werden. Auch eine Suche mit Unterstützung von Douglas E. Goldman vom Jewish Genealogy Center führte zu keinem Ergebnis.